# La capanna dello zio Tom
La capanna dello zio Tom (titolo originale Uncle Tom's Cabin or Life Among the Lowly) è un romanzo abolizionista scritto dalla statunitense Harriet Beecher Stowe. Fu pubblicato nel 1852 in seguito alla promulgazione nel 1850 della legge sugli schiavi fuggitivi, che decretava che gli schiavi fuggiti da Stati schiavisti in Stati liberi dovessero essere arrestati e poi restituiti ai proprietari nello Stato di origine. Ebbe un profondo effetto sugli atteggiamenti nei confronti degli afroamericani e della schiavitù negli Stati Uniti e rese più acuto il conflitto che condusse alla guerra civile americana, contribuendo fortemente al cambio culturale al quale il Nord del Paese andò incontro riguardo alla nozione di libertà della persona e di forzosa servitù. Gli ambienti della Sinistra americana, tuttavia, usano il libro e il nome dello stesso protagonista ("Uncle Tom" o "Zio Tom") per denigrare gli afroamericani lontani da tali ambienti. Si noti che il termine venne usato anche al di fuori degli ambienti bianchi. Malcolm X, ad esempio, lo usò per definire l'atteggiamento conciliatorio di Martin Luther King.
Stowe, un'attiva abolizionista, focalizzò il romanzo sul personaggio di zio Tom e sulla lunga sofferenza degli schiavi neri, attorno alla quale si intrecciano le storie di altri personaggi. Il romanzo raffigura la crudele realtà della schiavitù e afferma che l'amore cristiano può superare la distruzione e la riduzione in schiavitù di altri esseri umani.
La capanna dello zio Tom è stato uno dei romanzi più venduti del XIX secolo e molti critici ritengono che esso possa aver alimentato la causa abolizionista negli anni 1850. Solo negli Stati Uniti, nell'anno successivo alla sua pubblicazione ne furono vendute 300 000 copie. Il figlio dell'autrice scrisse che quando Abraham Lincoln incontrò l'autrice all'inizio della guerra civile, dichiarò: "Allora questa è la piccola signora che ha scatenato questa grande guerra".

## Trama
La vicenda si svolge dapprima nel Kentucky, prima dell'abolizione della schiavitù, dove un proprietario di schiavi ricco di umanità, Arthur Shelby, si trova in difficoltà finanziarie e progetta di vendere a Haley, un mercante di schiavi dall'animo crudele, due neri della sua servitù. Si tratta dello zio Tom, il suo fidato braccio destro, uomo di mezz'età con moglie e figli, e di Harry, un bambino di soli cinque anni figlio di Eliza e George Harris, mulatti. Eliza, venuta a conoscenza delle intenzioni del padrone, riesce a fuggire con il figlioletto dopo aver attraversato il fiume Ohio gelato e, malgrado Haley dia l'incarico a due loschi individui di catturarla, riesce a mettersi in salvo presso una colonia di quaccheri. Qui viene accolta dalla famiglia Bird che aveva da poco perso il figlio, viene in seguito raggiunta dal marito fuggito a sua volta, e quindi emigrano in Canada dove iniziano una vita nuova, libera.
Tom invece sceglie di rimanere perché ama il suo padrone e comprende che la decisione di venderlo è stata dettata dalla necessità. Dopo aver salutato con grande dolore la moglie Chloe e i figli si lascia mettere le catene e, senza ribellarsi, essendo cristiano e convinto della non-violenza, segue il nuovo padrone.
«No, disse, non me ne vado. Vada Eliza, è giusto, non sarò io a dire di no, ma hai sentito che ha detto? Se non vende me, dovrà vendere tutti gli altri e tutto andrà in rovina... Il padrone mi ha sempre trovato al mio posto, e sempre mi ci troverà».
George Shelby, il figlio tredicenne di Arthur, gli promette che un giorno andrà a cercarlo e lo libererà. 

Lo zio Tom con Eva St. Clare

Tom viene imbarcato su un piroscafo con il mercante di schiavi e, grazie al suo carattere docile, viene liberato dalle catene. Sul piroscafo viaggia anche la piccola Eva St. Clare, che si affeziona a Tom, e suo padre, Augustine, un proprietario terriero della Louisiana. Un giorno la piccola Eva è appoggiata al parapetto della nave con il padre, quando, a causa di un improvviso e brusco movimento, perde l'equilibrio e cade in acqua. Tom si getta prontamente riuscendo a salvarla e così il padre, riconoscente, lo compra.
Dopo circa due anni, Eva si ammala e muore e Augustine, che si appresta a preparare i documenti per ridare la libertà a Tom, viene colpito a morte da una pugnalata durante una rissa in cui aveva cercato di dividere i due litiganti. Tutti i suoi schiavi vengono venduti e Tom viene comprato da Simon Legree, un proprietario insensibile e cattivo, che possiede una piantagione di cotone sul Red River. Il nuovo padrone vuole fare di lui un aguzzino e al rifiuto di Tom, che non vuole maltrattare i suoi compagni e ha il coraggio di ribellarsi, lo fa uccidere. Nel frattempo, George Shelby, ormai diventato adulto, riesce a trovare le tracce di Tom dopo tante ricerche con lo scopo, come promesso, di ricomprarlo per poi riscattarlo. Tuttavia giunge in tempo solamente per raccogliere le parole di amore e perdono di Tom morente. Quando il giovane ritorna nel Kentucky libera tutti i suoi schiavi.

## Critica
- Vernon Louis Parrington[13] scrive: "Malgrado gli ovvi difetti di struttura e il sentimentalismo, è un grande documento umano, che lacerò l'atmosfera di protezione attorno alla 'sacrosanta istituzione', rivelandone la fondamentale ingiustizia".
- Edmund Wilson[14] scrive: "Esporsi nella maturità alla lettura della Capanna dello zio Tom può dimostrarsi una sconcertante esperienza. È un'opera notevole, molto più di quanto ci sia mai stato dato di sospettare... C'è, in realtà, nella Capanna dello zio Tom, come nel suo successore, Dred, un intero dramma di costume, di attitudini morali, di punti di vista intellettuali che in qualche modo assomiglia a quello che Dickens ha fatto e che Zola avrebbe subito dopo continuato, per quanto riguarda i rapporti fra le classi sociali..."
- Raimondo Luraghi[15] scrive: "La capanna dello zio Tom, considerata dall'unico punto di vista in base a cui si dovrebbe considerare un romanzo, quello letterario, meritava il formidabile successo che le arrise. [...] Ma se si esamina La capanna dello zio Tom [...] come un documento, allora il giudizio deve mutare. Anzitutto Harriet Beecher Stowe non aveva mai conosciuto il Sud né i sudisti né la schiavitù se non per sentito dire: le sue fonti di informazione erano, per sua stessa ammissione, scarse e poco attendibili. Chi abbia imparato a studiare e conoscere il Mezzogiorno e il fenomeno della schiavitù attraverso i documenti, non tarda a rendersi conto che sotto questo punto di vista il libro della Stowe è ben poco aderente alla realtà. [...] I sudisti e la società meridionale in esso descritti avevano poco a che fare con quelli reali. Non già che la signora Stowe li presentasse in forma denigratoria: affatto. [...] Semplicemente essa attribuiva loro caratteri, aspetti e mentalità sostanzialmente estranei al Mezzogiorno reale. [...] Circa poi i neri, coloro che li hanno conosciuti attraverso le pagine pacate di un testimone diretto e scrupoloso come Olmsted, non tardano ad accorgersi che nella Capanna la loro reale psicologia e i loro reali problemi sono del tutto ignorati."

## Versioni cinematografiche
- Uncle Tom's Cabin, corto, regia di Edwin Porter (1903)
- Uncle Tom's Cabin, corto, regia di Siegmund Lubin (1903)
- A Cabana do Pai Tomás, corto, regia di Antônio Serra (1909)
- Uncle Tom's Cabin, corto, regia di James Stuart Blackton (1910)
- Uncle Tom's Cabin, corto, regia di Barry O'Neil (1910)
- Uncle Tom's Cabin, corto, regia di Kenean Buel e Sidney Olcott (1913)
- Uncle Tom's Cabin, corto, regia di Otis Turner (1913)
- Uncle Tom's Cabin, regia di William Robert Daly (1914)
- La capanna dello zio Tom (Uncle Tom's Cabin), regia di J. Searle Dawley (1918)
- La capanna dello zio Tom, regia di Riccardo Tolentino (1918)
- Topsy and Eva, regia di Del Lord e, non accreditati, D.W. Griffith e Lois Weber (1927)
- La capanna dello zio Tom (Uncle Tom's Cabin), regia di Harry A. Pollard (1927)
- Uncle Tom and Little Eva, corto d'animazione (1932)
- Uncle Tom's Cabaña, corto, regia di Tex Avery (1947)
- La capanna dello zio Tom (Onkel Toms Hütte), regia di Géza von Radványi (1965), [Germania, Ungheria, Francia, Italia]
- A Cabana do Pai Tomás, serie TV (1969)
- Uncle Tom's Cabin, film TV, regia di Stan Lathan (1987)

## Edizioni in lingua italiana
- Borroni e Scotti tipografi-librai, Milano 1852
- Stabilimento tipografico Fontana, Torino 1852 p. V,878
- Tipografia del LLoyd Austriaco, Trieste 1853
- Tipografia di Claudio Wilmant e figli, Milano e Lodi 1853
- Stamperia del Fibreno, Napoli 1853 p. 271
- Società Editrice Italiana (M. G. e G), Torino 1854 p. 502
- Edizioni Hoepli, Milano 1912 p. 364
- Salani, Firenze 1928 p. 534
- Edizioni Corticelli-Mursia 1950 p. 474 ISBN 978-88-425-3769-4